# Edificio Parque Sur
El Edificio Parque Sur es un edificio de estilo racionalista ubicado en el distrito de Arganzuela de Madrid, con fachada al paseo de la Chopera (número 41) y a la calle Jaime el Conquistador y chaflán a la plaza del General Maroto. Fue diseñado por el equipo municipal dirigido por José de Azpiroz y Francisco Javier Ferrero y el ingeniero José Paz Maroto en el año (1933-1935). El edificio fue construido en plena Segunda República para dotar de servicios a la nueva flota de automóviles encargados de la limpieza urbana. Posteriormente fue utilizado como garaje del parque municipal de automóviles y camiones. Desde octubre de 2015 es la sede del Área de Gobierno de Equidad, Derechos Sociales y Empleo del Ayuntamiento de Madrid.

## Características
Se trata de un edificio de planta triangular que se encarga en 1931 al arquitecto municipal Luis Ferrero. Hasta 2014, su función era la limpieza y mantenimiento del parque de automóviles y camiones del Ayuntamiento de Madrid. Se diseñó a dos plantas unidas por una rampa, la superior es dedicada a camiones. Funcionalmente se dividía en dos espacios: los garajes (o dársenas) y las oficinas (ocupan el chaflán del edificio). Destaca la torre que alberga el espacio de las escaleras. El garaje está formado por un crujía de 78 metros por 40 de largo con columnas cada 8 metros. 
Tras una rehabilitación integral del interior del edificio para su adaptación a lugar de trabajo administrativo, y la restauración literal de la fachada original, el edificio alberga en la actualidad la sede municipal del Área de Gobierno de Equidad, Derechos Sociales y Empleo.  